# راسل (کانزاس)
راسل (به انگلیسی: Russell) شهری در ایالت کانزاس کشور ایالات متحده آمریکا است که جمعیت آن در سرشماری سال ۲۰۱۰ میلادی، ۴٬۵۰۶ نفر بوده‌است.